# Nathan Aleskovsky
Nathan Aleskovsky (Nueva York, 21 de diciembre de 1912-11 de noviembre de 1969) fue un periodista estadounidense que trabajó para The New York Times en la década de 1950.

## Biografía
Aleskovsky nació en el Brooklyn siendo hijo de Oscar Aleskovsky y Sarah Horowitz Aleskovsky, emigrantes judíos rusos nacidos en Bielorrusia.
Comenzó trabajando como asistente del editor de The New York Times Book Review cuando en enero de 1956 se vio obligado a testificar ante el Subcomité de Seguridad Interna del Senado, presidido por James O. Eastland, luego de ser señalado en el testimonio del también periodista Winston Burdett. Aleskovsky había trabajado para el Times durante cinco años cuando fue citado en noviembre de 1955.
Cuando el comité le preguntó a Aleskovsky si era comunista, negó "ser comunista ahora". Se negó a decir si alguna vez había pertenecido al Partido. The New York Times solicitó y recibió la renuncia de Aleskovsky antes de la audiencia. De las 26 citaciones que se recibieron en noviembre de 1955 para las audiencias de enero de 1956, 26 de ellas fueron para empleados actuales o pasados del New York Times, Aleskovsky estaba entre los seis que citaron la Quinta Enmienda como protección para responder a las preguntas del subcomité.
Se casó con Emma Clarke en Davenport, Iowa en 1940. Falleció en un accidente automovilístico en 1969 a los 57 años.

## Otras lecturas
- " Weekly Editor Resigns Post ", The Record, 18 de julio de 1967